# 멜턴구

멜턴구의 위치

멜턴구(영어: Borough of Melton)는 잉글랜드 레스터셔주에 위치한 비도시 자치구로 중심 도시는 멜턴모브레이이며 인구는 50,969명(2014년 기준), 면적은 481.4km2이다.